# Despicable Me: Minion Mayhem
Despicable Me: Minion Mayhem is een 3D-simulator in de attractieparken Universal Studios Florida, Universal Studios Hollywood, Universal Studios Beijing en Universal Studios Japan. De attractie is gebaseerd op de animatiefilm Despicable Me van Universal Studios en Illumination Entertainment's. De attractie verving Jimmy Neutron's Nicktoon Blast in Florida, Terminator 2 3D in Hollywood en Back to the Future in Japan.

## Ontwikkeling
In maart 2011 kondigde Universal Studios Florida aan dat Jimmy Neutron's Nicktoon Blast zou sluiten om ruimte te maken voor een nieuwe attractie, aangezien Nickelodeon de serie De Avonturen van Jimmy Neutron: Wonderkind niet meer uitzond. Deze attractie werd officieel gesloten op 18 augustus 2011. Vanaf 14 april 2011 begon Universal Orlando Resort een campagne via Facebook, waarbij iedere week hints werden achtergelaten, die leidden tot de bekendmaking van de nieuwste attractie.
Op 19 mei 2011 werd de attractie officieel bekendgemaakt door Universal Orlando Resort tijdens een live webcast.
De bouw voor de Despicable Me-attractie in Universal Studios Florida begon half augustus 2011, na de opheffing van de Jimmy Neutron-attractie. Na een periode van verbouwing vond de try-out plaats op 9 juni 2012. Op 2 juli 2012 werd Despicable Me: Minion Mayhem officieel geopend voor het publiek. De bijbehorende souvenirwinkel Super Silly Stuff opende in mei 2012, eerder dan de officiële attractie opening.
Op 11 maart 2013 kondigde Universal Studios Hollywood aan dat Despicable Me: Minion Mayhem in 2014 zou openen.
De aankondiging volgde op een reeks van geruchten dat de Minions het gebied in zoude nemen van de recent gesloten T2 3-D: Battle Across Time attractie.
Later werd bekendgemaakt dat het omliggende gebied het thema Super Silly Fun Land zou krijgen. De attractie ging op 20 maart 2014 open voor het publiek, waarna de officiële opening plaatsvond op 12 april 2014.

## Attractie
Despicable Me: Minion Mayhem bevindt zich in het themagebied Production Central, tegenover Shrek-4D en naast de Hollywood Rip Ride Rockit. Het is bij deze attractie mogelijk om de Universal Express Pass te gebruiken, waarmee de bezoeker snelpastoegang heeft.

### Wachtrij
Voordat bezoekers de wachtrij betreden, lopen ze door de ingang van Gru’s huis. Daar leren ze over de werving van Minions en zijn de profielen van Gru, Dr. Nefario, Margo, Edith, Agnes en de Minions te zien. Enkele scènes uit de originele Despicable Me-film en de Minion Mini Movies worden getoond op beeldschermen. De gasten kunnen ook meedoen aan een Minion-quiz, om te testen of ze goed voorbereid zijn om een Minion te worden. De Hollywoodversie bevat meer details om de wachtrij meer op Gru's huis te laten lijken dan de versie in Florida.

### Gru's woonkamer en laboratorium
Bij het betreden van de kamer krijgt de bezoeker Minion Goggles (een 3D-bril in de vorm van de bekende Minionbril). De voorshow begint wanneer Gru, 's werelds nummer 1 superschurk, de gasten verwelkomd in zijn huis en een uitleg geeft over hun Miniontraining.
Hij waarschuwt de bezoekers dat "danger lurks, at every turn" (gevaar schuilt, op iedere hoek). Aan het begin van de uitleg wordt hij onderbroken door zijn drie dochters: Agnes, Edith en Margo, die hij vervolgens introduceert aan de bezoekers.
Na de kennismaking stelt Gru voor dat de bezoekers een schriftelijk examen van drie uur maken en dat ze niets van het park zullen zien, maar Margo houdt hem tegen.
Gru aanvaardt Margo's voorstel met tegenzin en legt vervolgens uit dat de Minion Goggels de meest recente uitvinding zijn van zijn collega, Dr. Nefario. 
Uiteindelijk geeft Gru zijn bezoekers de opdracht om zich te begeven naar zijn laboratorium, maar benadrukt hen gehoor geven aan zijn eerdere waarschuwingen. Dan vertelt een stem de bezoekers de veiligheidsinstructies, waarna de deuren naar Gru's laboratorium opengaan.
Gru vertelt dat iedereen wordt geacht om in hun rij te blijven en hun Minion Goggles nog niet op te doen, totdat ze toestemming daarvoor hebben.
Als Gru in het laboratorium zijn uitleg wil voortzetten, wordt hij onderbroken door een Minion die een blauwdruk vasthoudt. Gru verontschuldigt zich tegenover de bezoekers en neemt vervolgens even de tijd om de tekening te bestuderen. Hij keurt het ontwerp goed, met de kanttekening dat de Minion aan dr. Nefario moet vragen voor meer dynamiet. Dan legt Gru eindelijk zijn meesterplan uit: hij is van plan iedere gewone mens in een Minion te veranderen met behulp van de "Minion Gun", een hulpmiddel ontwikkeld door dr. Nefario.
Hij heeft het apparaat eerder getest op enkele mensen om te zien hoe goed deze functioneert, waardoor er Minions ontstonden in verschillende vormen en maten. Vervolgens ondergaan alle bezoekers een routine body scan, om te zien of er geen "menselijke bacteriën" in het lab terecht zullen komen. Gru is teleurgesteld wanneer de scan een waarschuwing afgeeft, blijkbaar "hebben sommige bezoekers al een week niet meer gedoucht". Uiteindelijk gaan de deuren naar de attractie open, waarbij de bezoekers onder leiding van Margo's instructies plaats kunnen nemen, maar moeten wachten met het opzetten van hun Minion Goggels totdat een laboratoriumassistent daar toestemming voor heeft gegeven.

### Attractie
Aan het begin van het avontuur zien de bezoekers Gru's dochters op een hovercraft. Edith geeft toestemming aan Kevin the Minion om het publiek te beschieten, waarna hij de Minion Gun activeert. De passagiers worden getransformeerd in Minions en voldoen daarom aan de eis om zich te begeven naar de Minion Training Grounds. Vervolgens ondergaan de bezoekers onder begeleiding van de Minions, Agnes, Edith, Margo en Gru de Minion-training. Hierbij moeten tijdens een snelle rit lasers, cactussen, vliegenmeppers, bommen en andere obstakels worden ontweken. Iedere bezoeker weet uiteindelijk succesvol de training of te ronden, maar voordat ze officieel Minion kunnen worden, vliegt een verdwaalde raket in op de Minion Gun. Hierdoor explodeert deze en raakt met zijn laatste energie het publiek, waardoor deze weer terugkeren naar hun menselijke gedaante. Gru, teleurgesteld door deze verandering, verdwijnt van het scherm en vraagt buiten het beeld of iemand de volgende rekruten naar binnen wil sturen.

### Afterparty
Na de attractie openen de deuren naar een feestje, waarbij de bezoekers samen met een grote Minion kunnen dansen op het nummer Boogie Fever. Hierbij bestaat ook de mogelijkheid om met de Minion op de foto te gaan. Aan deze ruimte grenst ook de souvenirwinkel Super Silly Stuff, waar Despicable Me-producten kunnen worden gekocht.
In Universal Studios Florida staan bij de uitgang van de souvenirwinkel twee photo booths in de vorm van een iPad, die voor iedere bezoeker van het park vrij toegankelijk zijn. Hierbij kan een foto worden genomen met een van de vele Despicable Me-frames, die vervolgens per e-mail verkregen kunnen worden.